# Jareninski dvor
Jareninski dvor (Jahringhof) je enonadstropna stavba. Leži v naselju Polički Vrh v občini Pesnica.
Jareninski dvor je pozidan na pravokotnem tlorisu, k njej pa je na zahodni strani povprek prislonjena kapela za baročnim, še s skodlami kritim stešnim zvoničkom. Nad vhodom v dvorec je vzidan ščitec z admontskim grbom in inicialkami P. N. K. Vhod v kapelino pritličje je kamniten, profiliran, baročen, zavarovan s kovanimi vratnicami. Na zahodni strani kapele so sledovi izpranih fresk v baročnih okvirih. Okna v nadstropju stavbe imajo na čelni in začelni strani kamnite okenske okvire s kovanimi baročnimi mrežami, podobnimi tistim na Braneku ali na Fali. Mreže so priterjene tudi na oknih kapele, ki so okrašena z volutastimi čeli. Celotno pritličje dvorca in kapele je obokano in rabi za kleti. Dostopne so nekdanja kapela in gosposke sobe. V več sobah je štukirana tračna ornamentika, sredi katere je v veliki dvorani štukiran admontski grb. V dvorcu leži mali bronasti zvon iz leta 1828. Danes so v stavbi poslovni prostori, vinska klet in restavracija družbe DVERI-PAX d.o.o.